# Streptocaulus pectiniferus
Streptocaulus pectiniferus är en nässeldjursart som först beskrevs av George James Allman 1883.  Streptocaulus pectiniferus ingår i släktet Streptocaulus och familjen Aglaopheniidae. Inga underarter finns listade i Catalogue of Life.